# Rupelsoldaten
Rupelsoldaten is een Belgische reggaeformatie. Hun maatschappijkritische en humoristische teksten worden gebracht in een Rupels dialect.
De groep ontstond in 2006 als een samenwerking tussen de twee bevriende Vlaamse hiphopbands: Aa Tanne en 2000Wat. In 2008 wonnen ze de Catch a Mic-wedstrijd van Poppunt, wat hen een plek opleverde op Reggae Geel. Vooral hun creatieve teksten en vertolking werden gewaardeerd. Later speelden ze nog meermaals op Reggae Geel en op festivals als Mano Mundo, Ubuntu en Crammerock. Het eerste album werd opgenomen in de studio's van Eigen Makelij.
De single Doorgaan uit 2020 heeft een videoclip waarin Slongs Dievanongs, Isabelle A, Dimitri Vegas & Like Mike en Tourist LeMC meespelen.

## Leden

### MC's
- Chief
- Mill2Mill
- Killer Kefta
- Reflexoow
- 6M

### Dj's
- Kloos
- Sebbaawz

## Discografie

### Albums
- Rupelsoldaten
- RPS 1.5 (ep)[4]

### Singles
- 2017: Niks aan de hand
- 2017: De Genezing
- 2017: Strijders
- 2018: Toen ik jong was
- 2020: Oog om oog[5]
- 2020: Doorgaan[6]
- 2020: Zonneke[7]